# Gerde (Hautes-Pyrénées)
Gerde település Franciaországban, Hautes-Pyrénées megyében. Lakosainak száma 1194 fő (2022. január 1.). Gerde Uzer, Asté, Bagnères-de-Bigorre és Lies községekkel határos.

## Népesség
A település népességének változása:
| Lakosok száma | 1194 | 1165 | 1183 | 1136 | 1129 | 1117 | 1142 | 1168 | 1194 |
|               | 2013 | 2015 | 2016 | 2017 | 2018 | 2019 | 2020 | 2021 | 2022 |